# Anteridio

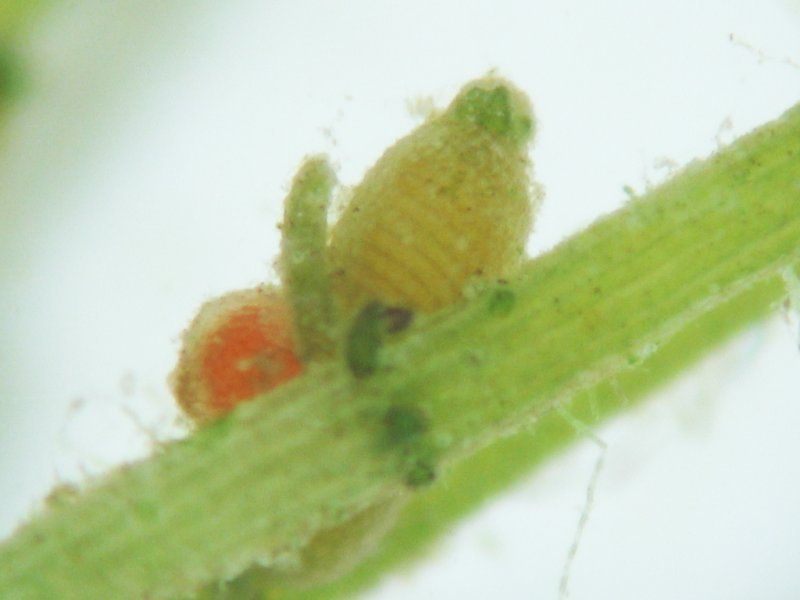
Anteridio (rojo) y oogonio (al lado a la derecha) de la carofícea Chara contraria.

El anteridio es una estructura que produce gametos sexuales masculinos (gametangio masculino) y se encuentra en las plantas embriófitas (briófitos y pteridófitos).
En el anteridio se forman los anterozoides o espermatozoides móviles, que luego fertilizan las oosferas, formadas en los órganos femeninos, los oogonios. Tras cada fecundación se forman una oospora.
En los musgos y helechos el anteridio posee una capa exterior de células estériles cubriendo el tejido esporógeno. En las plantas con semilla por la gran reducción que presenta el gametófito, no existen los gametangios masculinos y el anteridio se reduce a las células generadoras de los granos de polen.